# 明治村 (大分県南海部郡)
明治村（めいじむら）は、大分県南海部郡にあった村。現在の佐伯市の一部にあたる。

## 地理
番匠川支流・井崎川と同川分流・床木川の流域に位置していた。

## 歴史
- 1889年（明治26年）4月1日、町村制の施行により、南海部郡床木村、大坂本村、尺間村が合併して村制施行し、明治村が発足[1][2]。旧村名を継承した床木、大坂本、尺間の3大字を編成[2]。
- 1956年（昭和31年）2月1日、南海部郡上野村、切畑村と合併し、昭和村を新設して廃止された[1][2]。

## 産業
- 農業、養蚕、林業、薪炭[2]